# Rests (snooker)

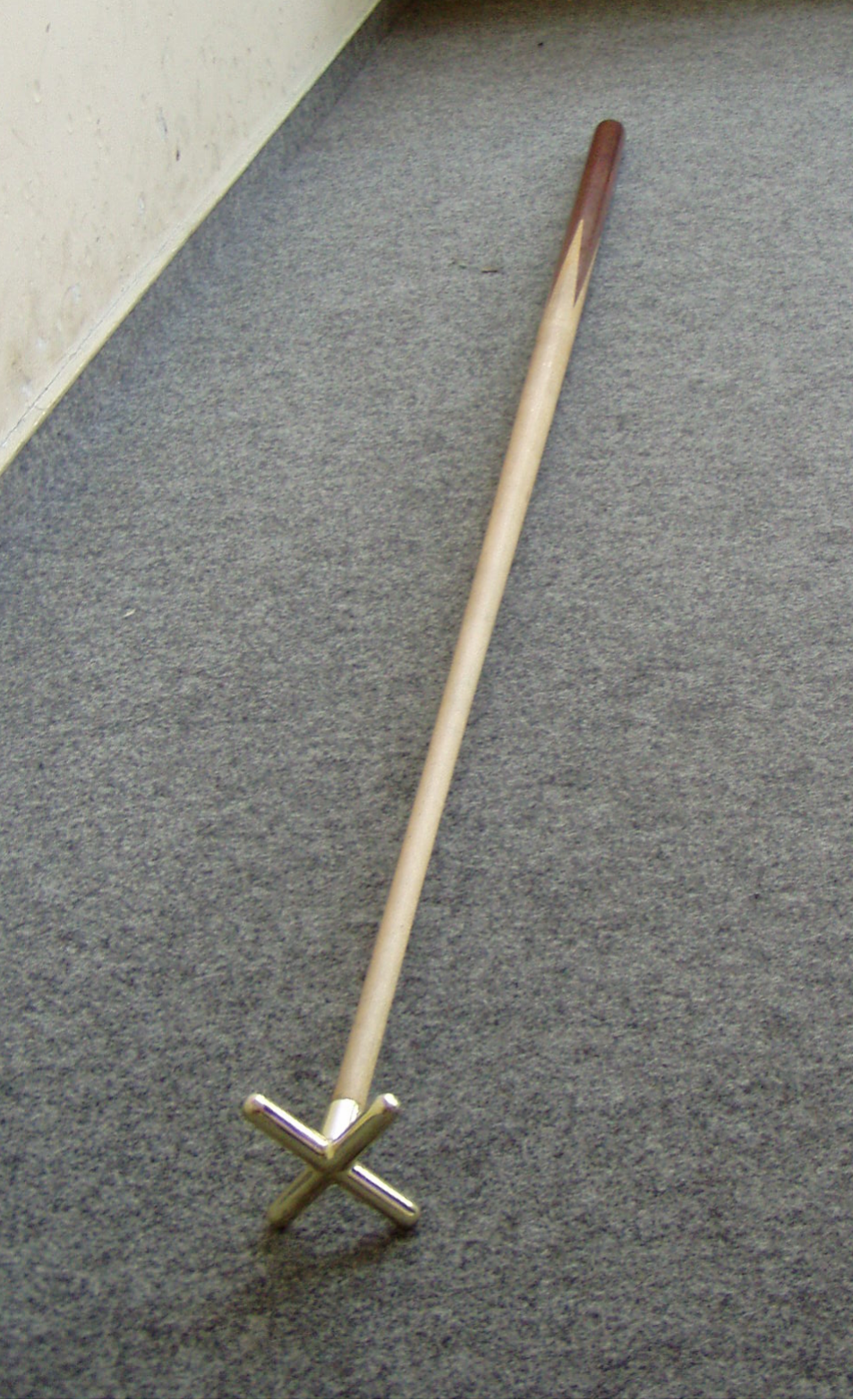
Krzyżak

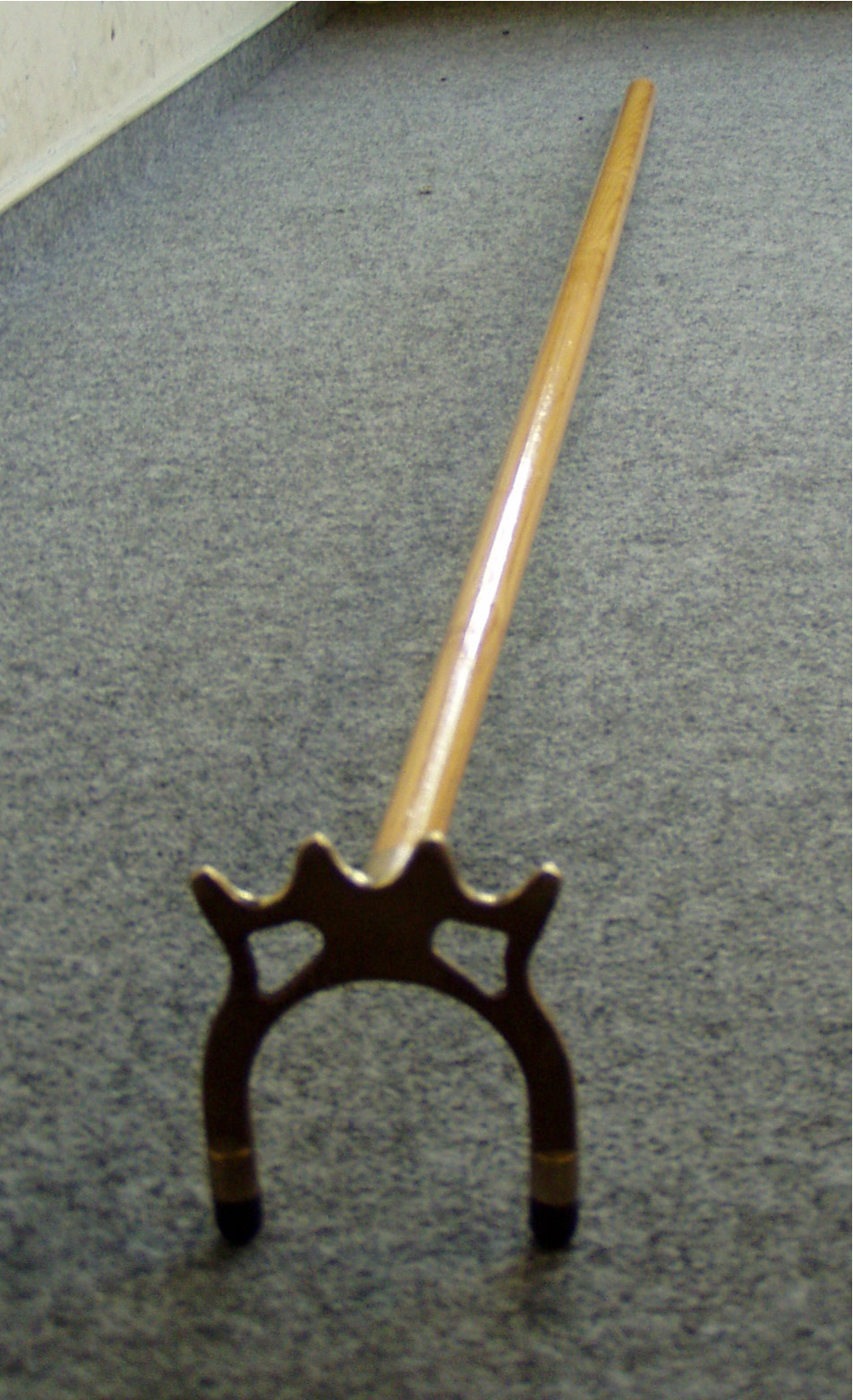
Pająk

Rests (ang. podpory, oparcia) – wspólna nazwa przyrządów snookerowych (np. pająka czy krzyżaka) służących do pomocy zawodnikowi wykonującemu uderzenie. Zawodnicy posługują się przyrządami najczęściej wtedy, gdy nie mogą komfortowo dosięgnąć białej bili. Podczas turniejów jest zazwyczaj prowadzona statystyka skuteczności wbić przy zagraniach przyrządami, jako że zagrania te obok długich wbić (long pot) są dobrym odzwierciedleniem skuteczności zawodnika podczas danego meczu. 
Wcześniej przyrządy te określano jako Jigger, jednak słowo to wychodzi już z użycia. 